# Plaza Pedro IV
La plaza de Pedro IV (en portugués Praça de D. Pedro IV), más conocida por su antiguo nombre de Rossio, es una plaza situada en la Baixa, centro neurálgico de Lisboa desde hace varios siglos. En ella tuvieron lugar juicios, espectáculos, festivales, desfiles militares y autos de fe durante la Inquisición. En época romana hubo un circo.

## Historia
Originalmente, la zona fue un barranco, relleno en el siglo XV, en torno al cual se construyeron numerosos edificios como el antiguo Palacio de los Estaus o el Palacio de los Faros, destruidos en parte durante el terremoto de 1755.
En su lugar se yerguen, respectivamente el Teatro Nacional Doña María II, construido entre 1842 y 1846; y la estación de Rossio, inaugurada en 1891.
Después del terremoto, la plaza se reconstruyó según un proyecto de Carlos Mardel, creándose un espacio restangular de 166 m de largo y 52 m de ancho. 
Hasta 1836 se donominó Praça do Rossio, mudando su nombre por el de Pedro IV; cambiando nuevamente en 1971 por el topónimo actual.
A mediados del siglo XIX la plaza se adoquinó con mosaicos blancos y negros formando dibujos, siguiendo los patrones del empedrado portugués típico. Fue uno de los primeros diseños de este tipo en decorar el pavimento de la ciudad. 
Actualmente la plaza sirve como lugar de encuentros políticos, y los edificios que la flanquean, de estilo pombalino, están ocupados por tiendas de recuerdos, joyerías y cafeterías. En el centro se encuentra la estatua de D. Pedro IV, el primer emperador del Brasil independiente. En su base, las cuatro figuras femeninas son alegorías de la justicia, sabiduría, fuerza y moderación, cualidades que se atribuyen a D. Pedro.